# Gyromancer
Gyromancer — компьютерная игра, головоломка с ролевыми элементами, разработанная в сотрудничестве компаний Square Enix и PopCap Games в 2009 году. Игрок управляет персонажем, который держит путь через заколдованный лес и сражается с агрессивно настроенными монстрами посредством призыва монстров-союзников, при этом боевая система представляет собой головоломку на базе вышедшей ранее игры Bejeweled Twist, другого проекта PopCap Games. В ходе сражения на экране отображается поделённая на клеточки область с ячейками, заполненными драгоценными камнями. Игрок должен вращать группы по четыре ячейки таким образом, чтобы три или более камней одного цвета выстроились в линию — противник в этом случае получает повреждения. В перерывах между боями через кат-сцены раскрывается сюжетная линия, главный герой и призываемые им монстры получают очки опыта и растут уровнями, как и в обычных ролевых играх.
Идея о создании Gyromancer навеяна игрой 2007 года Puzzle Quest: Challenge of the Warlords, разработчики обеих компаний прошли её и захотели сделать нечто похожее. В том же году руководитель PopCap Джейсон Капалка на встрече с представителями Square Enix выступил с инициативой о сотрудничестве, готовый продукт вышел два года спустя для сервисов Xbox Live Arcade и Steam. «Джиромансер» удостоился в основном положительных отзывов, некоторой критике подверглись лишь заметно ограниченная графика, отдельные аспекты музыкального сопровождения и слабый, запутанный сюжет. Несмотря на недостатки, большинство обозревателей сочли геймплей весёлым и захватывающим, изъявив желание пройти игру повторно.

## Игровой процесс и сюжет
Главным героем повествования выступает колдун по имени Ривел, бессмертный призыватель монстров, путешествующий по зачарованному лесу Альдемона. Он преследует главу банды мятежников Кьюраиста Кингсли, который убил члена королевской семьи и пустился в бега. Одновременно с началом преследования на лес кем-то была наложена магическая печать, запершая всех участников действия внутри. По слухам, источник этой загадочной печати находится где-то в глубине зарослей, Кингсли пытается разыскать его и завладеть заключённой в нём волшебной силой. Игра подразделена на двенадцать уровней, которые постепенно открываются, становясь доступными путешественнику. Для преодоления каждого уровня необходимо выполнить определённую задачу, победить заблокировавших проход монстров или за отведённое время решить сложную головоломку. Дополнительные уровни добавляются в игру в виде скачиваемого контента. Кроме одной главной цели на уровне также встречаются различные второстепенные задания, необязательные для прохождения. Некоторые участки карты изначально могут быть заблокированы, они открываются только после повторного прохождения уровня позже по игре.
Перемещаясь по уровням, персонаж встречает на пути многих монстров, каждый раз действие при этом переносится на экран битвы, где один из монстров игрока сражается с вражеским монстром, а ход событий зависит от решения головоломки на базе игры Bejeweled Twist. Встречаемые существа представляют собой разнообразные вариации типичных фэнтезийных архетипов: демоны, драконы, гигантские пауки, несколько изменённые чудовища вселенной Dungeons & Dragons. Из всех своих монстров герой может взять на уровень только троих, перед началом боя игра предлагает выбрать одного из троицы. Для победы над противником игрок должен управлять разноцветными камнями, захватывается группа из четырёх лежащих рядом камней и вращается по часовой стрелке. Если три или более камней выстроятся в линию, они исчезают, позволяя всем расположенным выше камням сместиться на их место. Сверху на игровое поле добавляются новые камни, формирующие новый рисунок, и всё повторяется снова. После каждого закрытия линии немного заполняется шкала действия, а после полного её заполнения на поле появляется специальный атакующий камень, который, будучи сложенным в линию с другими, наносит вражескому монстру повреждения. У противника тоже есть такая шкала, она заполняется после каждого совершённого игроком перемещения камней и, достигнув максимума, сразу же причиняет вред призванному монстру.
Позже по игре появляются недвижимые камни, разбиваемые лишь специальными способностями монстров, а вражеская шкала, если игрок совершает безрезультатные вращения, в наказание начинает заполняться быстрее. Величина наносимых и получаемых повреждений зависит в первую очередь от выбранного монстра, в ходе сражений существа набирают очки опыта и растут уровнями, за счёт чего повышаются их персональные характеристики: сила, ловкость, защита и т. п. Каждый монстр, как призванный, так и вражеский, имеет свой характерный цвет, и если он совпадает с цветом выстраиваемых камней, скорость заполнения шкал либо вырастает, либо уменьшается. Вражеские монстры, кроме того, могут заменять находящиеся на поле драгоценные камни черепами, которые причиняют вред существу главного героя, если не выстроены в закрывающуюся линию за определённое число ходов. После победы над монстром существо добавляется в бестиарий игрока и может быть использовано для прохождения любых последующих уровней. Новых монстров можно также найти на уровне в виде секретов, как и припрятанные в разных местах полезные предметы, применяемые во время боя, либо нанять в специализированных магазинах.

## Разработка
Решение о создании Gyromancer было принято в 2007 году на одной из встреч с представителями компании Square Enix, которая ранее уже занималась издательством некоторых игр PopCap на территории Японии. Джейсон Капалка, сооснователь и руководитель студии, предложил сделать совместную игру, сочетающую традиционные ролевые элементы с его серией головоломок Bejeweled, и шуточно назвал её Final Fantasy Bejeweled. С противоположной стороны режиссёр Юити Мурасава, известный по созданию Final Fantasy Tactics Advance, ознакомился с головоломкой Puzzle Quest: Challenge of the Warlords, разработанной при участии Капалки, и заинтересовался возможностью совместной работы — так проекту был дан старт. В отличие от Puzzle Quest, геймплей решили сделать на основе игры Bejeweled Twist, спин-оффа оригинальной Bejeweled, по мнению директора PopCap, эта система лучше отвечает требованиям дизайна. В качестве основы также рассматривались такие головоломки как Zuma и Peggle, но они в конечном счёте были отброшены, поскольку не сочетаются с концепцией поединка между двумя монстрами. Студия PopCap взяла на себя всю первичную разработку, и уже позже передала наработанные материалы сотрудникам Square Enix, чтобы они добавили в геймплей ролевые элементы. Официальный анонс состоялся 24 сентября 2009 года, релиз произошёл 18 ноября одновременно для Xbox Live Arcade и Steam. Цена игры составила 1200 Microsoft Points или $15. Через неделю был выпущен набор платных дополнительных карт, загружаемый контент распространялся одинаково для обеих версий.
Режиссёром проекта выступил сам Мурасава, продюсером — Ёсинори Камэи. Сценарий написала Кёко Китахара, ранее вместе с Мурасавой работавшая над Final Fantasy Tactics Advance и Final Fantasy Tactics A2: Grimoire of the Rift. Художественной руководительницей была назначена Юки Мацудзава, ей дали задание воплотить тёмный фэнтезийный мир, более реалистичный по сравнению с традиционными японскими ролевыми играми. Музыку для саундтрека сочинил композитор Цуёси Сэкито.

## Отзывы и критика
| Сводный рейтинг       | Сводный рейтинг |
| Агрегатор             | Оценка          |
| --------------------- | --------------- |
| GameRankings          | 75,85 %         |
| Metacritic            | 75 %            |
| Иноязычные издания    |                 |
| Издание               | Оценка          |
| Eurogamer             | 8/10            |
| Game Informer         | 7,75/10         |
| GameSpot              | 7,5/10          |
| GameTrailers          | 7,6/10          |
| IGN                   | 8,3/10          |
| Русскоязычные издания |                 |
| Издание               | Оценка          |
| «Игромания»           | 7/10            |
| «Страна игр»          | 9/10            |

Gyromancer получил в основном положительные отзывы. Несмотря на то, что многие критики подметили копирование идей Puzzle Quest, геймплей в обзоре портала GameSpot был признан «весёлым и увлекательным», с чем согласились рецензии таких изданий как IGN и Eurogamer, в частности, они отметили желание пройти игру повторно и похвалили «удивительное разнообразие подкреплённых сюжетом миссий». Статья в Game Informer описывает игру менее положительно, по их мнению, «Джиромансер» хоть и заставляет сыграть в себя снова, не обладает обычной для ролевых игр глубиной и вообще лишён многих РПГ-элементов. Иллюстрации монстров удостоились лестных отзывов, хотя весь художественный дизайн в целом признан критиками неудачным. GameSpot назвал графику «тёмной и гранулированной», а движения и диалоги персонажей во время кат-сцен, отображаемые в виде сменяющих друг друга двумерных изображений, — совершенно нереалистичными. В ревью IGN отрицательной чертой названо частое повторение иллюстраций, вызванное тем, что для разных монстров использованы одни и те же изображения. По мнению обозревателя Game Informer, в художественном плане игра «выглядит круто» и «даже карты местности, появляющиеся между сражениями, отшлифованы весьма тщательно». Видео-обзор GameTrailers положительно выделил эстетичность игры, отметив, что несмотря на статичные изображения и простейшие эффекты, игра выглядит сильно, а игрок во время её прохождения получает неподдельное удовольствие.
Сюжетная линия всё-таки подверглась критике, в частности, Eurogamer сравнил основную историю с «чудовищным нагромождением труднопроходимого мусора», в IGN написали, что сюжет является далеко не самой сильной стороной «Джиромансера». Автор статьи в Game Informer назвал сценарий «тусклым», в то время как критик GameTrailers охарактеризовал его «свалкой несопоставимых вещей». Эту же точку зрения поддержал критик «Игромании» Кирилл Волошин: «Сценаристы стараются оправдать доверие, нагнетают интригу, тасуют и разлучают героев, убивают их, а потом возвращают к жизни. Но здесь слишком много штампов и натянутого пафоса, чтобы поверить в происходящее на экране». Все обозреватели сошлись во мнении, что сюжет, будучи отодвинутым на второй план, совсем не соответствует довольно качественному геймплею. Толику критики получили «неадекватное» обучение начинающих игроков и «дрянная» музыка. Оркестровые мелодии Сэкито не понравились игровым изданиям, удачными были названы лишь темы, звучащие во время боёв с боссами, которые записаны в стиле японского метала. Алексей Косожихин из «Страны игр» выразил мысль, что по сравнению с Puzzle Quest игра вторична и не может стать хитом из-за повторения уже открытых там идей: «Повторить её успех, скорее всего, уже не удастся — нет эффекта неожиданности». Как итог, Gyromancer признана просто весёлой казуальной игрой. Агрегаторы рецензий GameRankings и Metacritic остановились на оценках в 76 и 75% соответственно.